# Pi Sagittarii
Pi Sagittarii (Al Baldah, Nir al Beldat, Lucida Oppidi, 41 Sagittarii) é uma estrela na direção da constelação de Sagittarius. Possui uma ascensão reta de 19h 09m 45.83s e uma declinação de −21° 01′ 24.7″. Sua magnitude aparente é igual a 2.88. Considerando sua distância de 440 anos-luz em relação à Terra, sua magnitude absoluta é igual a −2.77. Pertence à classe espectral F2II/III.